# Pitäjänsaari (ö i Birkaland)
Pitäjänsaari är en ö i Finland. Den ligger i sjön Pyhäjärvi och i kommunen Vesilax i den ekonomiska regionen Tammerfors och landskapet Birkaland, i den södra delen av landet, 150 km nordväst om huvudstaden Helsingfors. Öns area är 7,6 hektar och dess största längd är 0,5 kilometer i sydöst-nordvästlig riktning.